# 군산시의회
군산시의회는 전북특별자치도 군산시 지역을 관할하는 기초의회이다.